# Dél-afrikai medvefóka

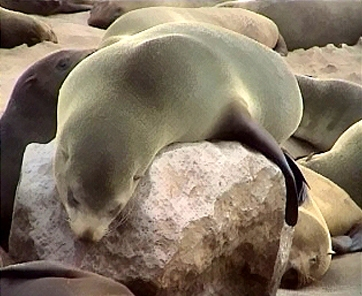
Kövön pihenő példány

A dél-afrikai medvefóka (Arctocephalus pusillus) az emlősök (Mammalia) osztályának a ragadozók (Carnivora) rendjébe, ezen belül a fülesfókafélék (Otariidae) családjába tartozó faj. Egyéb magyar nevei: fokföldi medvefóka, ausztráliai medvefóka.

## Előfordulása
Dél-Afrika partvonalán és a partot szegélyező szigeteken él, Angola déli részétől Algoa Bay és Gqeberha magasságáig.
Alfaja az ausztrál medvefóka. Ennek szaporodó kolóniái kizárólag kilenc kisebb szigeten vannak a Bass-szorosban Dél-Ausztrália és Tasmania között. A szaporodási időszakon kívül Ausztrália partjai mentén és Tasmania körül is megtalálható.
Évente több tízezer 7-10 hónapos növendék fókát ölnek meg.

## Alfajai
- ausztráliai medvefóka (Arctocephalus pusillus doriferus) Wood Jones, 1925
- dél-afrikai medvefóka (Arctocephalus pusillus pusillus) Schreber, 1775

## Megjelenése
A hím hossza 230 centiméteres, a nőstény 180 centiméteres nagyságot érhet el. A hím akár 300 kilogrammos is lehet, a nőstény pedig meghaladhatja a 100 kilogrammot. Mindkét nem bundája tömött, az alsó, hőszigetelő réteg különösen gyapjas. A vedlés minden évben január és február között történik. A hímnek és a nősténynek egyaránt hosszú, merev szálú, fehér bajusza van. A hímet vastag szalonnaréteg védi a hideg ellen, ez egyben energiaforrásul is szolgál számára a párzási idő alatt. Szőrzete durva; színe szürkésbarnán árnyalt fekete; olykor a tarkóján rövid sörényt visel. A nőstény testtömege mindössze harmada a bikáénak; bundája barnásszürke vagy sárgásbarna. A borjú háromszor is vedlik, mielőtt felvenné a felnőtt egyedekre jellemző színezetet. Bundája fekete és prémes; az alszőrök színe a barnától az ezüstszürkéig terjed, a hegyük fehér.

## Életmódja
A párzás és az utódnevelés nagy telepekben történik, de táplálékkeresésre külön indulnak az állatok. Tápláléka kisebb halak, tintahalak és rákok.

## Szaporodása
Az ivarérettséget a nőstény 3-4, a hím 4-5 évesen éri el, azonban a hímek csak ritkán szaporodnak a 9. életévük előtt. A párzási időszak november és december között van. A nőstény egyetlen fókaborjút ellik. A borjakat körülbelül egy évig szoptatják az anyjuk.

## Képgaléria

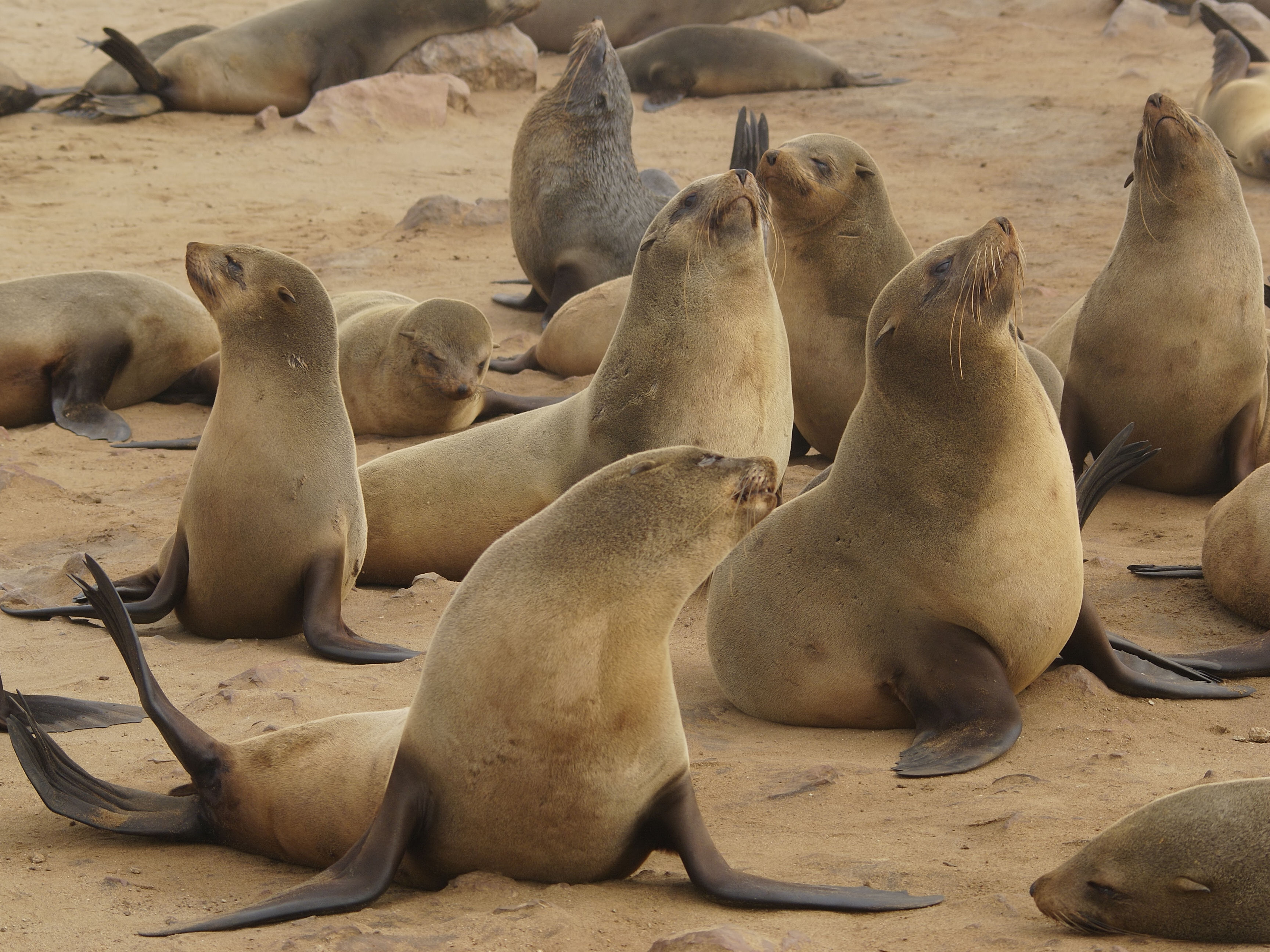
A telep
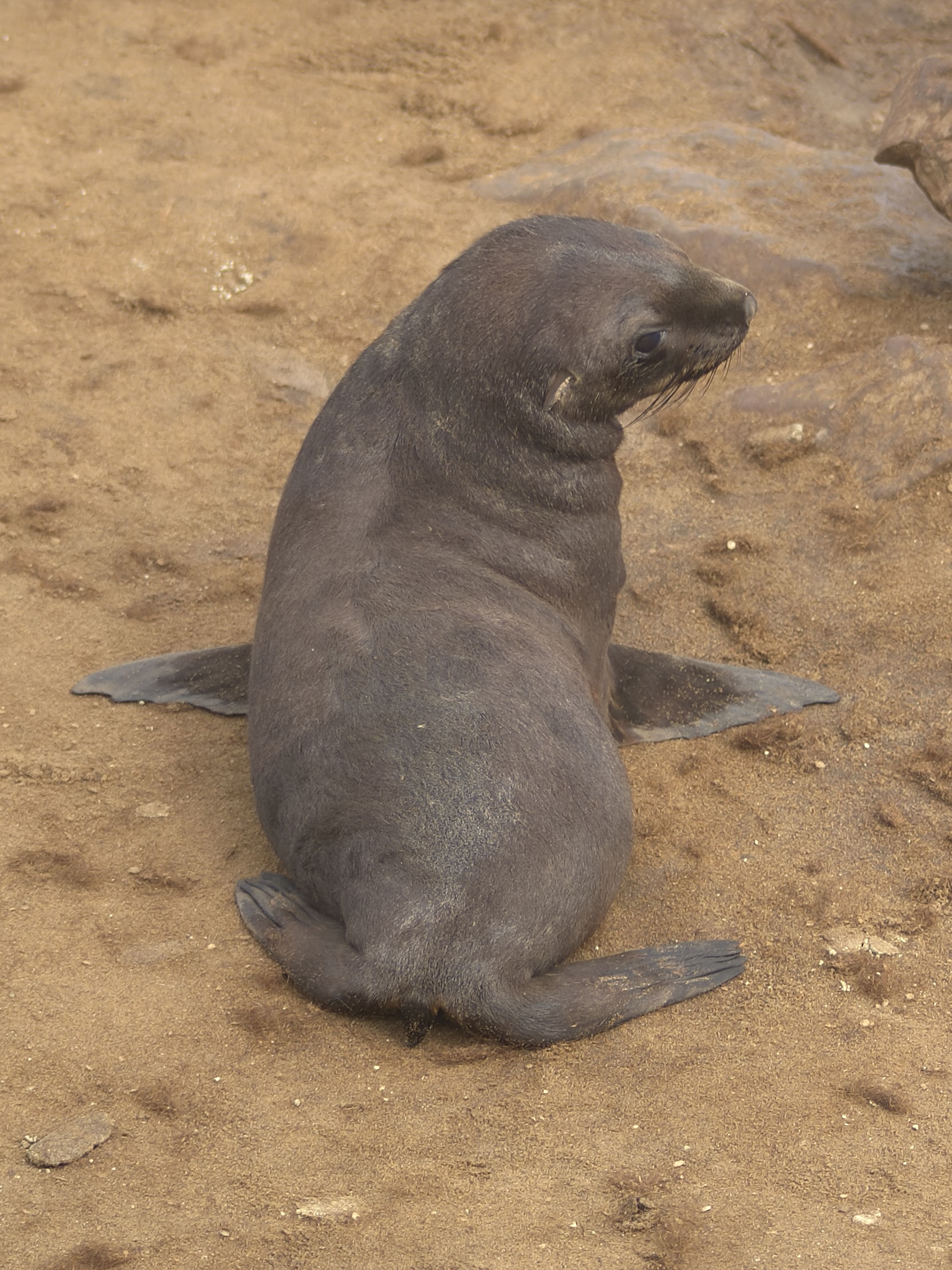
A kölyök
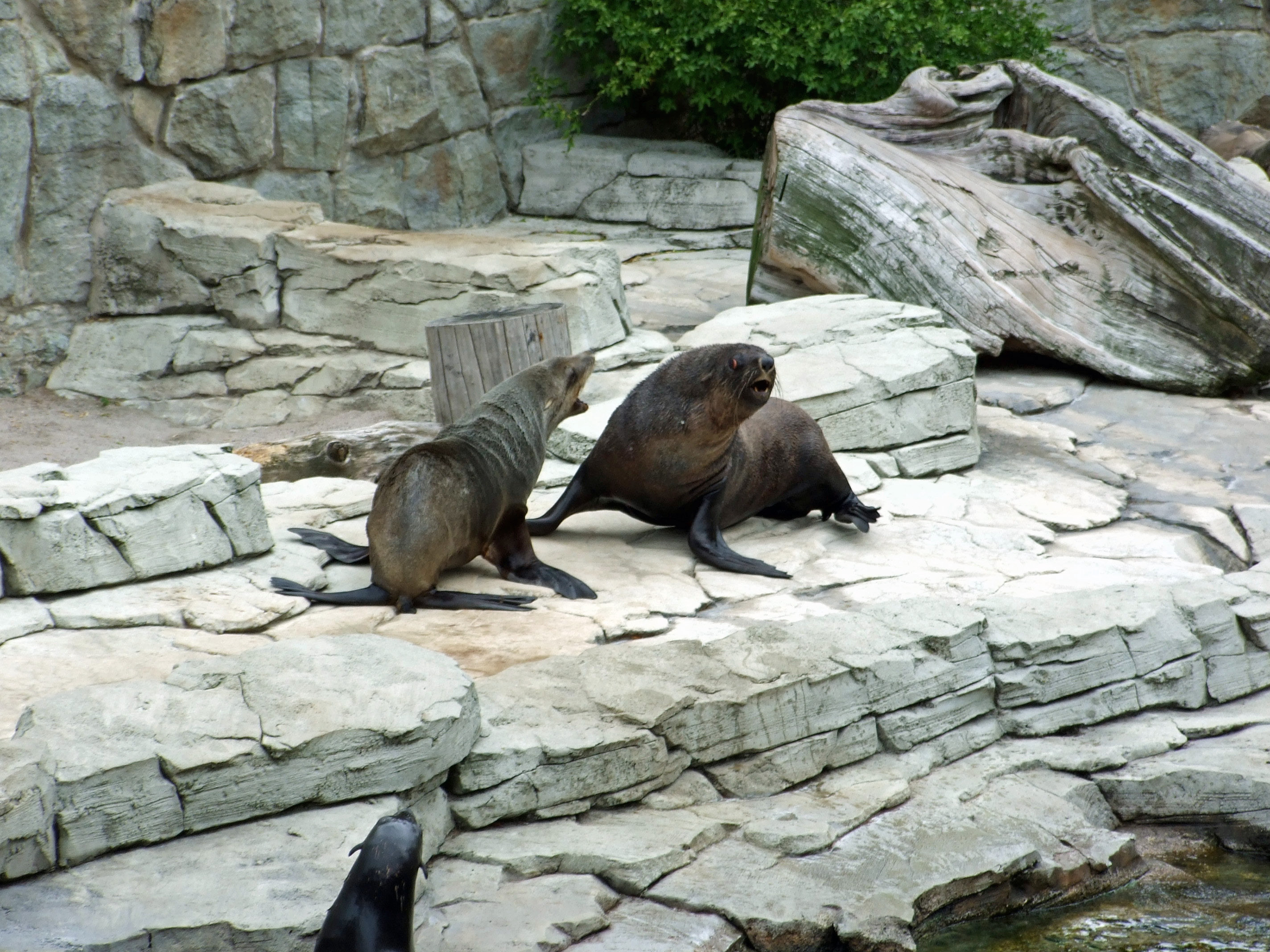
Veszekedés közben
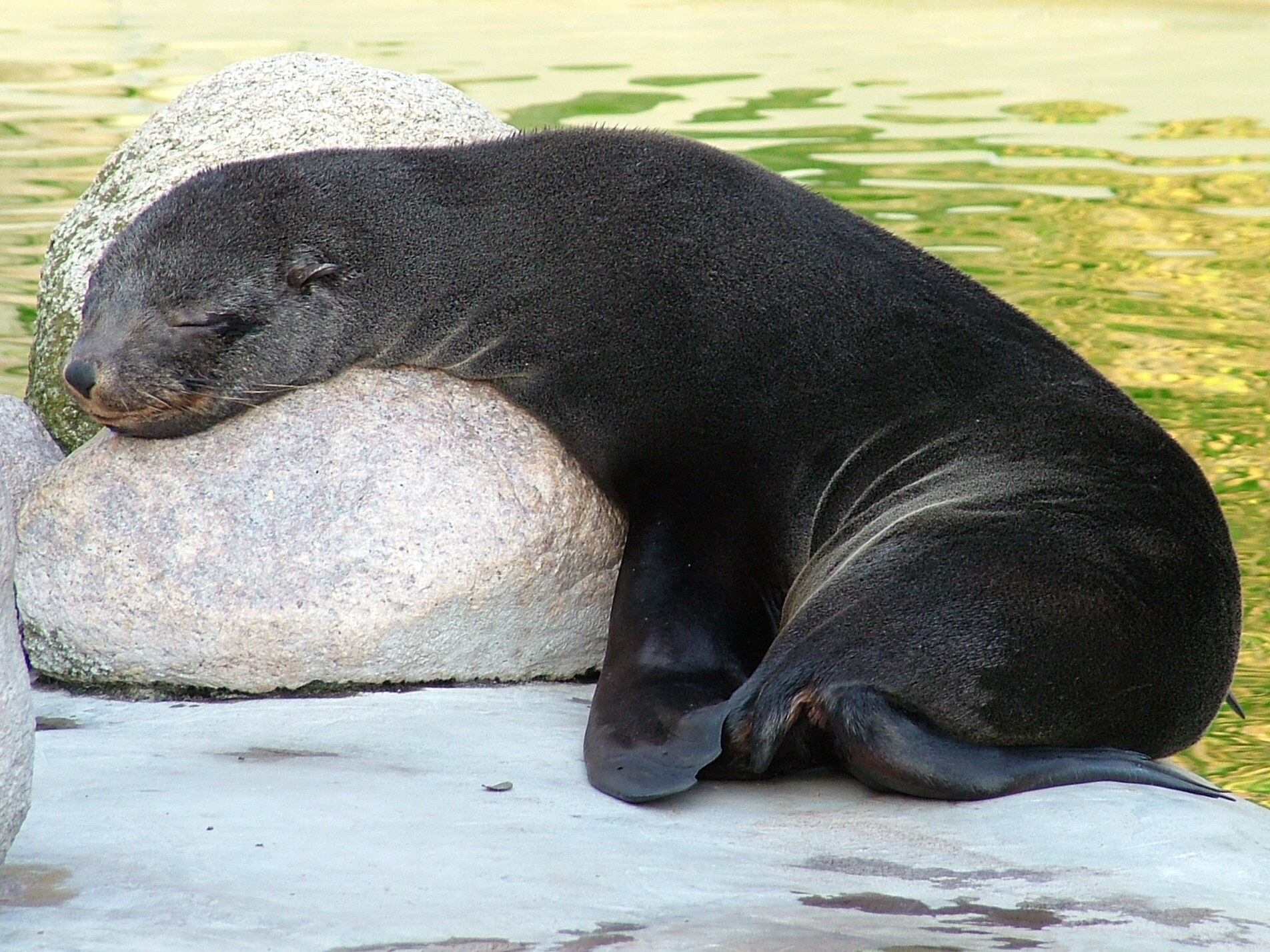
Szundikálva
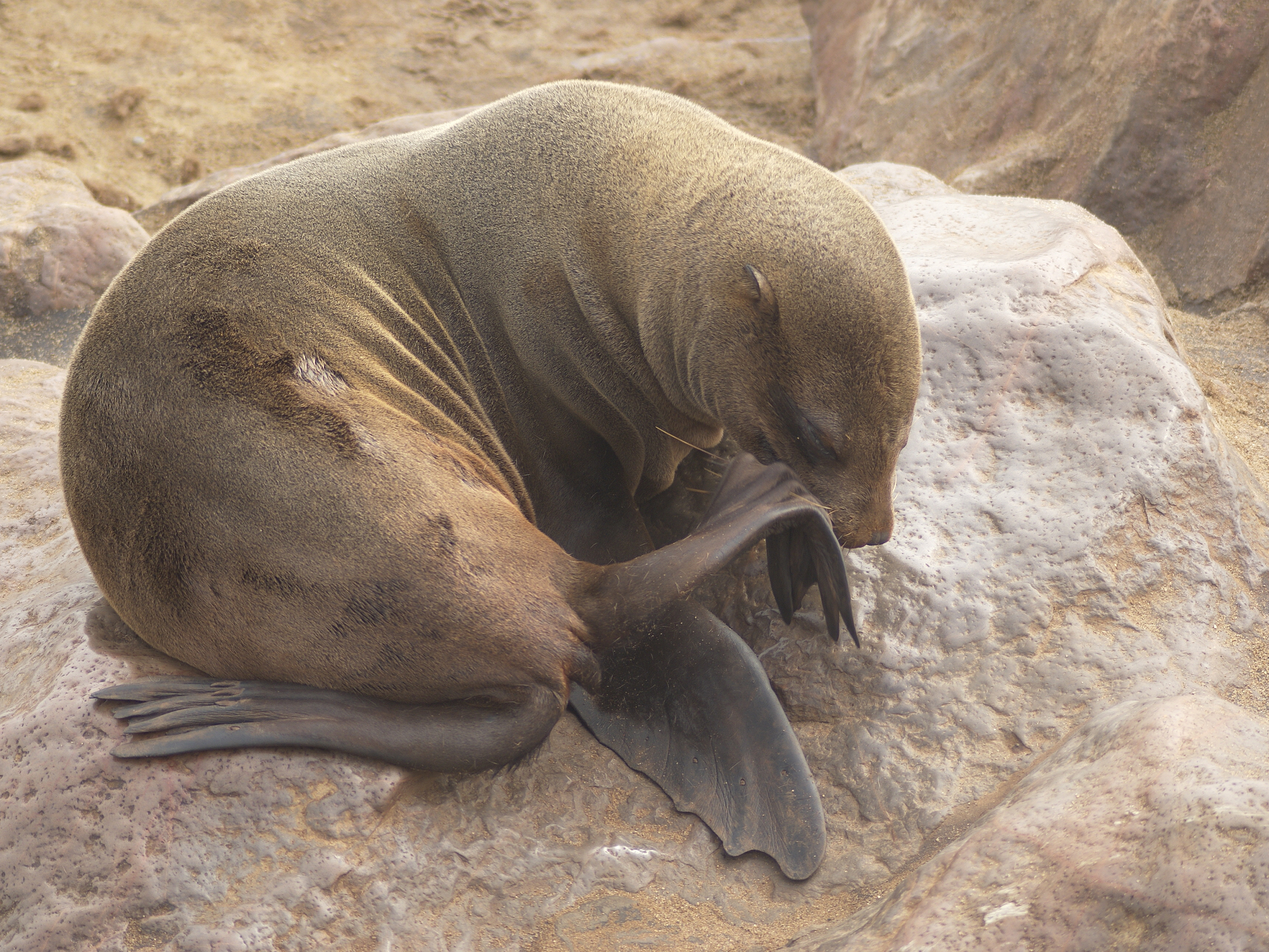
Vakarozás közben
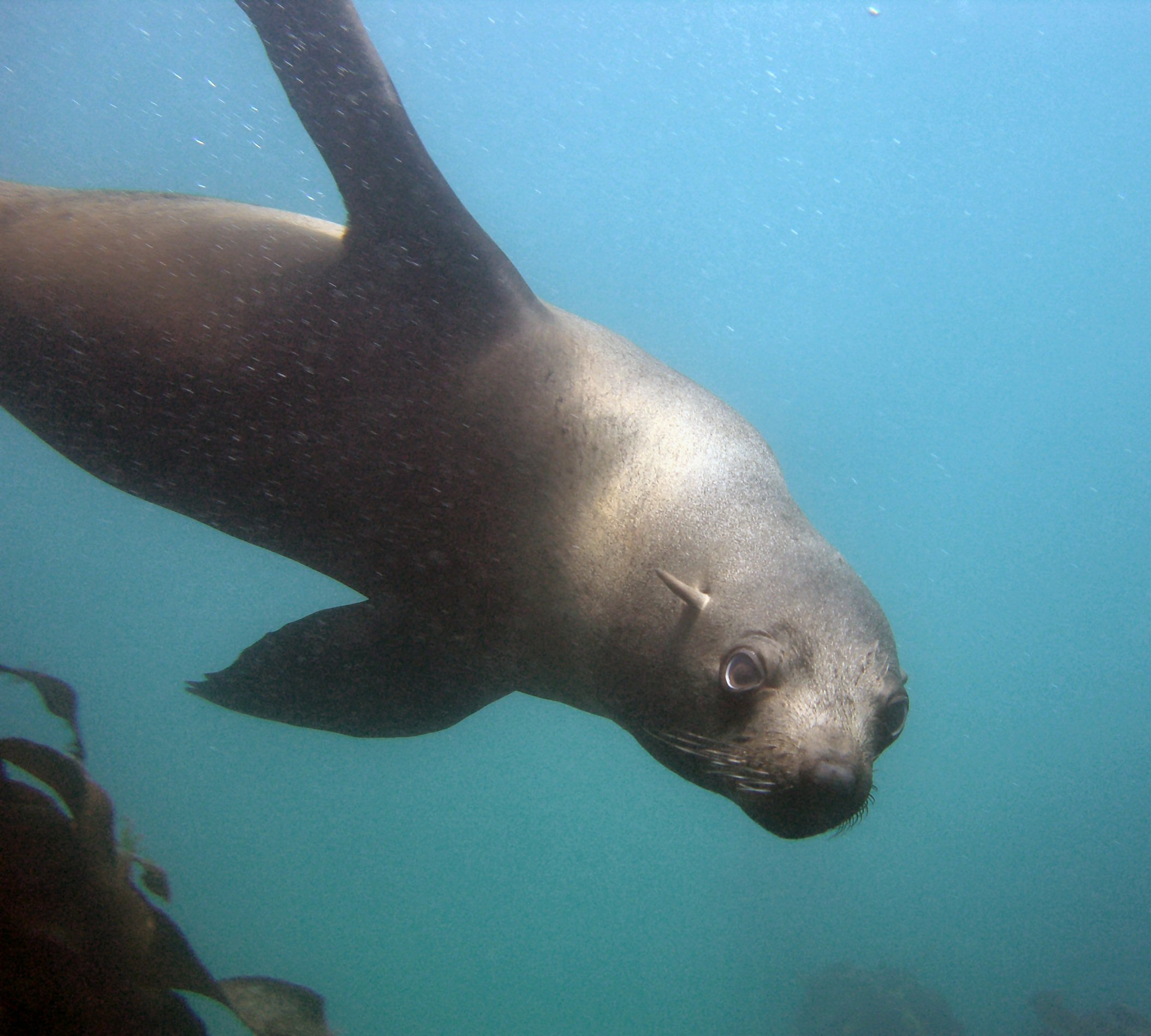
A vízalatt
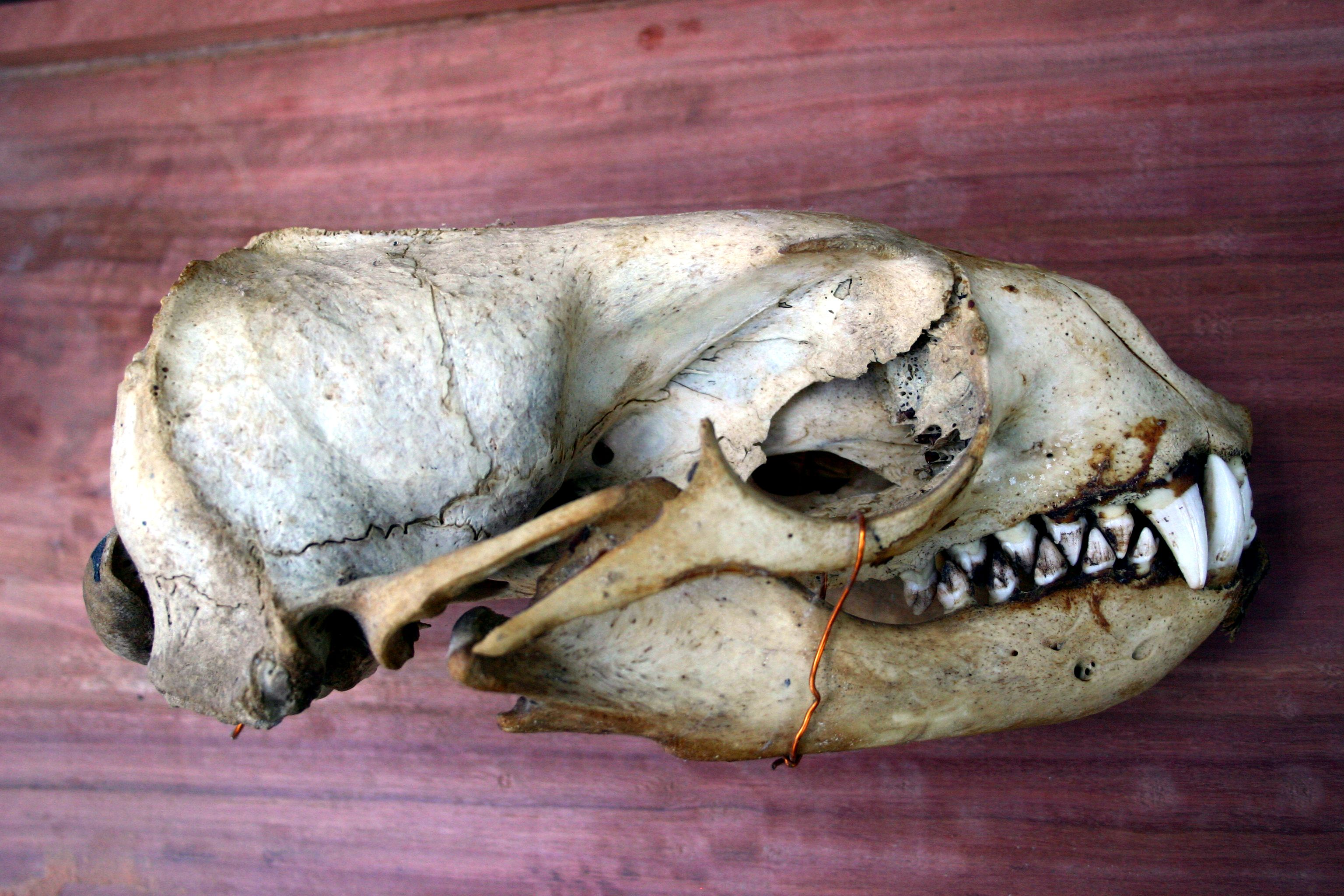
Koponyája
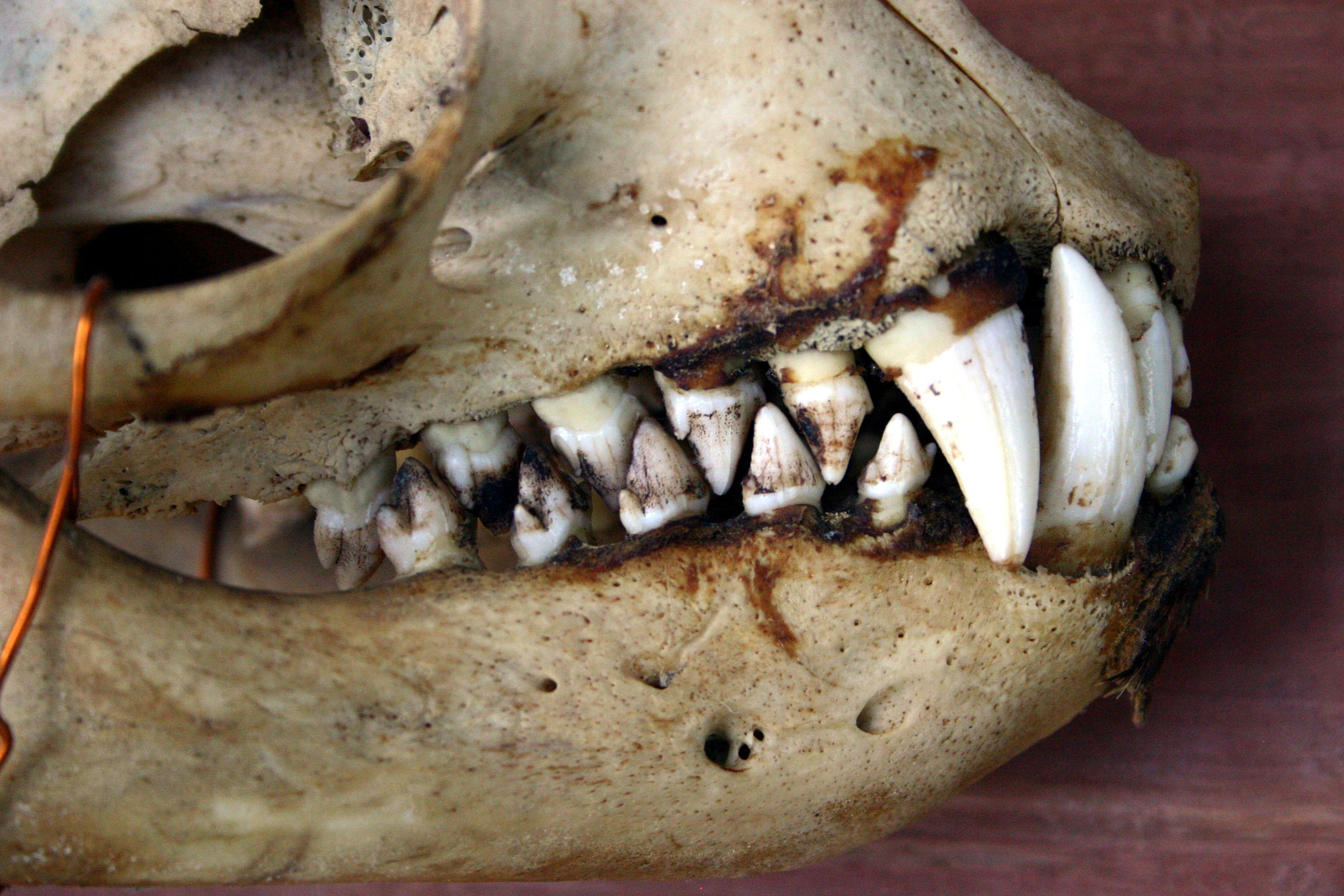
és fogazata